# Ouratea septentrionalis
Ouratea septentrionalis är en tvåhjärtbladig växtart som beskrevs av Herman Otto Sleumer. Ouratea septentrionalis ingår i släktet Ouratea och familjen Ochnaceae. Inga underarter finns listade i Catalogue of Life.